# Gumersindo Magaña

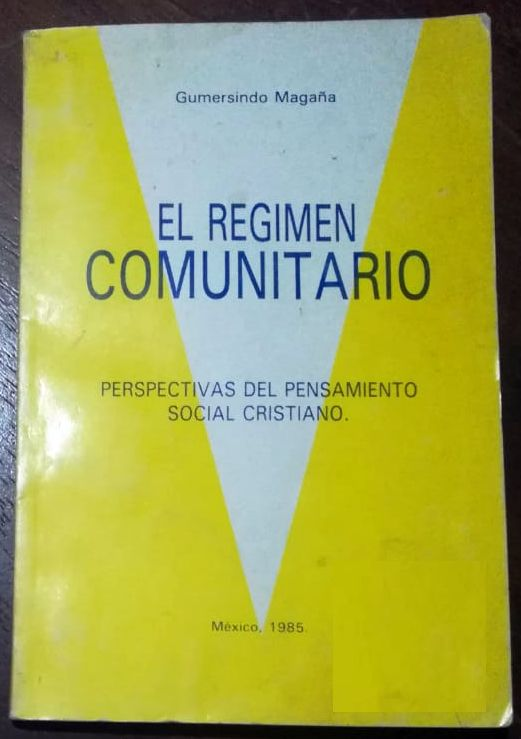
"En el campo amplio de las ideas social cristianas, una de las opciones que se han concretado es el sistema comunitario, que abarca no sólo aspectos de la empresa, sino que penetra en los diferentes ámbitos de la vida humana": GMN

Gumersindo Magaña Negrete (n. 5 de diciembre de 1939 en Uruapan, Michoacán- 16 de abril de 2013, San Luis Potosí, San Luis Potosí) fue un político mexicano, sinarquista y militante del democristiano y extinto Partido Demócrata Mexicano; este partido lo presentó como su candidato a la Presidencia de la República en el año de 1988.
En esa elección, el domingo 6 de julio de 1988, se enfrentó a candidatos que hoy en día son figuras importantes de la vida política nacional como Carlos Salinas de Gortari, Cuauhtémoc Cárdenas Solórzano y Rosario Ibarra de Piedra, también se enfrentó en esa elección contra el finado político panista Manuel Clouthier.
A pesar del optimismo expresado por Magaña durante toda la contienda hacia la Presidencia de la República, su partido sólo logró obtener 199 484 votos, lo que se tradujo en el 1.04% de la votación que lo hizo quedar en un muy lejano cuarto lugar, con lo que su partido perdió el registro el cual volvería a recuperar en tres ocasiones más, hasta perderlo definitivamente en las elecciones federales intermedias de 1997.
Magaña se retiró de la vida política, ya que no volvió a presentarse como candidato en alguna otra ocasión ni volvió a militar en otro partido.
Entre sus publicaciones figura el libro El régimen comunitario. Perspectivas del pensamiento social cristiano (1985), que presenta como una alternativa ante el capitalismo y el comunismo, y en cuya presentación el autor apunta:
"Las obras que tratan sobre doctrinas políticas, así como los organismos y personas preocupadas por estas cuestiones, frecuentemente afirman que el capitalismo no ofrece ya posibilidades al mundo contemporáneo y que el comunismo ha defraudado las esperanzas del proletariado. Mas tales expresiones dejan un vacío de muerte, sin esperanza de redención porque no proporcionan alternativa alguna.
"A pesar de todo, siempre a las tinieblas, que cíclicamente ofuscan a la humanidad, sucede una aurora que aparece en su momento, sin excepción desde que una estrella guio por primera vez los destinos de todas las razas.
"Por eso, frente a esta actitud escéptica, como signo de resurrección, se levantan en nuestro tiempo y a su tiempo, los ideales del pensamiento social cristiano que ofrece fórmulas para una nueva organización social, económica y política".
Gumersindo Magaña murió el 16 de abril de 2013 por una enfermedad que padecía desde hacía años.